# ベロ細胞

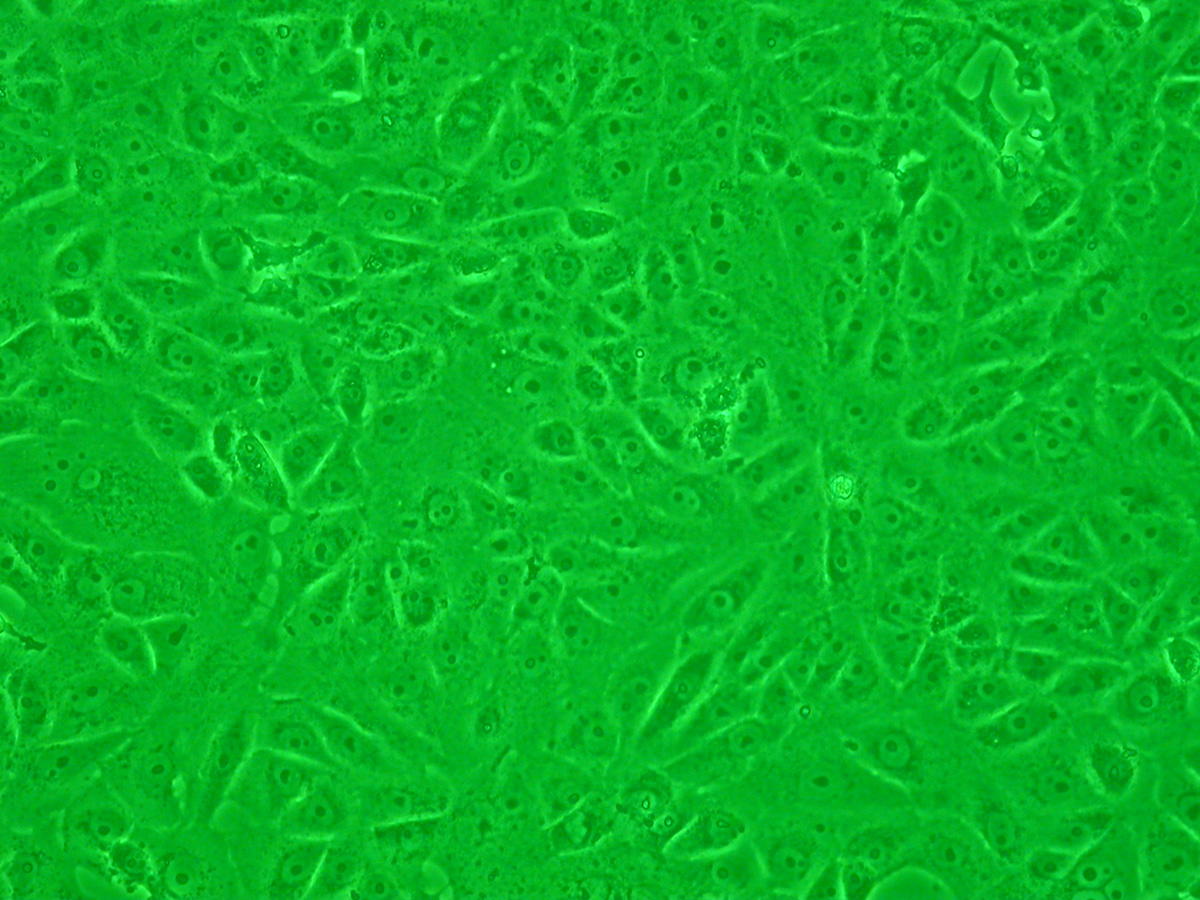
ベロ細胞の位相差顕微鏡写真 (緑色光源下)

ベロ細胞（ベロさいぼう、英: Vero cell） はアフリカミドリザルの腎臓上皮細胞に由来する、細胞培養に使われる細胞株である。HeLa細胞と並んで最もよく使われている細胞株の一つである。

## 概要
ベロ細胞株は1962年5月27日に、千葉大学医学部細菌学教室の安村美博によって健康な成体のアフリカミドリザル（Cercopithecus aethiops）の腎臓上皮細胞から分離・樹立された。彼は細胞株にエスペラント語で「緑色の腎臓」を意味する"Verda Reno"を略して、同時にエスペラント語で「真理」を意味する単語でもある、"Vero"「ヴェーロ」と名づけた。この細胞株は、1964年6月15日に清水文七によって93世代目のものが、アメリカ国立アレルギー感染症研究所（NIAID）の熱帯ウイルス学研究所にもたらされた。その後、研究者たちの手によって世界各地の研究機関に分与され、広く使われるようになった。ベロ細胞株はアメリカ細胞銀行（ATCC）に付託され、CCL81という番号が付けられている。
ベロ細胞は以下のような用途で使われている。
- 大腸菌（E. coli）が産生する毒素のスクリーニング。この毒素は細胞株の名前からベロ毒素と名づけられた。
- ウイルス増殖のための宿主細胞。たとえば、新薬試験で新薬の存在下と非存在下における増殖の比較、研究目的のウイルス・ストックの増殖、ワクチン製造など[6]。
- トリパノソーマなどの真核寄生生物の宿主細胞。

ベロ細胞は不死化細胞であり、何世代にもわたって継代培養されても老化しない。しかし、癌細胞化しているわけではなく、実験やワクチン製造に使われる世代ではヌードマウスへの腫瘍形成能を持たない。そのため、ベロ細胞は様々なウイルスのワクチン製造に使うことができる。フランスのメリュー研究所 (現・サノフィパスツール社) は1980年代からベロ細胞を用いて不活化ポリオウイルスワクチンなどを製造している。
このほか狂犬病ワクチン製造や、世界的パンデミックを引き起こしたSARSコロナウイルス2（所謂「新型コロナウイルス」）の分析にも使われている。
ベロ細胞はインターフェロンを作らないため、様々なウイルスを感染させることができる。ベロ細胞の多くは異数体であり、正常な細胞が60本の染色体を持つのに対し、（ATCCの株は）58本しか染色体を持たない。ベロ細胞がインターフェロン産生能力を失っているのは、インターフェロン遺伝子を含む染色体が欠失しているためと考えられている。
日本の研究者らによってベロ細胞の全ゲノム配列が2014年に決定された。その報告によると、従来58本と記載されている核型はむしろ59本が典型的であり、また、12番染色体で約9メガ塩基対の欠失があるためウイルス増殖阻害に働くI型インターフェロンの遺伝子クラスターや細胞周期の制御に重要なサイクリン依存性キナーゼ阻害因子2A,B遺伝子（CDKN2A, CDKN2B）がベロ細胞ゲノムから失われている。ベロ細胞が樹立された時代ではアフリカミドリサルの生物種はCercopithecus aethiopsとされていたが、その後、Cercopithecus属からChlorocebus属に分離されて数種の生物種を含むようになった。2014年時点の分類法においてベロ細胞はChlorocebus sabaeusに由来すること、さらには、メスの動物個体に由来していることもゲノム解析の結果明らかになった。